# Pischtschanka (Krasnohrad)
Pischtschanka (ukrainisch Піщанка; russisch Песчанка/Pestschanka) ist ein Dorf im Westen der ukrainischen Oblast Charkiw mit etwa 5400 Einwohnern (2004).
Das 1740 gegründete Dorf grenzt an den Norden des Stadtgebietes von Berestyn und liegt an der Fernstraße M 18 und der Regionalstraße P–11. Das Oblastzentrum Charkiw befindet sich 100 km nordöstlich von Pischtschanka.
Am 12. Juni 2020 wurde das Dorf ein Teil der neugegründeten Stadtgemeinde Krasnohrad, bis dahin bildete sie zusammen mit dem Dorf Nowoseliwka (Новоселівка) sowie die Ansiedlung Pokrowske (Покровське) die gleichnamige Landratsgemeinde Pischtschanka (Піщанська сільська рада/Pischtschanska silska rada) im Norden des Rajons Krasnohrad. Stadtgemeinde und Rajon wurden 2024 in Berestyn umbenannt.